# Alesandro Bariko
Alesandro Bariko (ital. Alessandro Baricco; 25. januar 1958, Torino) je popularni italijanski novelista, scenarista, književni i muzički kritičar, novinar, pijanista, režiser i esejista. Njegova dela su prevedena na više jezika. Napisao je jedanaest romana, tri eseja i nekoliko scenarija za pozorište. Njegovi novinski članci objavljeni su pod nazivom Barnum, Barnum 2 i Next.

## Biografija
Nakon završenih studija iz filozofije sa Đanijem Vatimom, objavljuje nekoliko eseja o kritici u muzici: Genije u bekstvu, Hegelova duša i krave iz Viskonsina u kojima povezuje muziku i modernizam. Strast prema klasičnoj muzici preneli su mu roditelji, a znanje na ovom polju plod je njegovog samostalnog istraživanja. Takođe, diplomirao je na konservatorijumu na odseku za klavir. 
Njegova prva knjiga Zamkovi gneva donosi mu evropska priznanja a Svila - svetsku slavu, kao i Pijanista i City. U kratkom, ali efektnom romanu SvilaBariko svog junaka, trgovca svilenim bubama sprovodi kroz začuđujuće avanture na putu od Evrope do Japana.
Kao muzički kritičar daje svoj doprinos u dnevnim novinama la Repubblica i la Stampa. Između maja i oktobara 2006. godine objavio je seriju članaka u listu Republika u kojima je kritički prikazao odnos prema fenomenu globalizacije.
Takođe, kao glumac se oprobao u filmu Il cielo è sempre più blu, a 2008. režira i film Lezione 21.
Svaka od Barikovih knjiga sadrži neke zajedničke karakteristike: bogate imaginacije, neobične likove i sudbine. Ono što Barika čini istinski drugačijim je svojevrstan način pripovedanja u kome je rečenica čas izlomljena čas dugačka, bogata poetskim slikama.
Alesandro sebe vidi kao zanatliju koji radi, razmišlja, posmatra, oseća težinu i čvrstinu dela. Pisanje je dugotrajan proces kroz koji se iskazuje energija, lepota, talenat.
Godine 2014. učestvovao je na Dubrovačkim letnjim igrama u okviru programa Pisci na Igrama gde je bio predstavljen njegov roman Okean more sa citatom Pesak dokle ti oko seže.
Piše toplo, s istančanim osećajem za patnju, usamljenost i tugu. Lirski lako opisuje posebna stanja duha, promene i sumnju kroz bogatu igru reči i stilova, ali i kroz blagu ironiju i šalu.

## Bibliografija
Alesandro Bariko imaznačajnu bibliografiju tokom svog nadahnutog pisanja.

### Romani
- Zamkovi gneva (ital. Castelli di rabbia), 1991.
- Okean more (ital. Oceano mare), 1993.
- Svila (ital. Seta), 1996.
- , 1999.
- „Bez krvi“(ital. Senza sangue), 2002.
- „Homer, Ilijada“,(ital. Omero, Iliade), 2004.
- „Ova priča“, (ital. Questa storia), 2005.
- „Emaus“ (ital. Emmaus), 2009.
- , 2010.
- , 2011.
- , 2012.

### Eseji
- „Genije u bekstvu“ (ital. Il genio in fuga), 1988.
- „Hegelova duša i krave iz Viskonsina“ (ital. L'anima di Hegel e le mucche del Wisconsin), 1992.
- „Next“, 2002.
- „Varvari“ (ital. I Barbari), 2006.

### Scenarija za pozorište
- „Pijanista“, 1994.
- „Davila Roa“ (ital. Davila Roa), 1997.
- „Španska partija“ (ital. Partita spagnola), 2003.